# Emilio Vivanco Menchaca
Emilio Vivanco Menchaca fou un polític espanyol, fill de Manuel Vivanco y León i de Manuela Menchaca y Mateos. Com els seus germans Jenaro Vivanco Menchaca, Manuel Vivanco Menchaca i Enrique Vivanco Menchaca, va fer carrera política en el Partit Liberal Conservador a la província de Lleida, amb el que fou elegit diputat pel districte de Balaguer a les eleccions generals espanyoles de 1896.